# Ronald Ridenhour
Ronald Lee „Ron“ Ridenhour (* 6. April 1946 in Oakland, Kalifornien; † 10. Mai 1998 in Metairie, Louisiana) war ein US-amerikanischer GI und späterer Journalist, der eine entscheidende Rolle bei der Aufklärung des während des Vietnamkrieges von den Streitkräften der Vereinigten Staaten verübten Massaker von My Lai spielte, bei dem 503 vietnamesische Zivilisten ermordet wurden.

## Leben
Ridenhour wurde 1967 als GI zur US-Armee eingezogen, wo er im Verlauf des Jahres auf Hawaii als Mitglied der Aufklärungseinheit ‘Long Range Reconnaissance Patrol’, einer Einheit der 11. Infanterie-Brigade, ausgebildet wurde. Teile dieser Einheit wurden in Vietnam der Charlie-Kompanie, einer Einheit unter Führung von Lt. William Calley angegliedert. Ridenhour wurde im Dezember 1967 nach Vietnam versetzt. Im Einsatz als Bordschütze eines Hubschraubers war er jedoch nicht an dem Vorfall am 18. März 1968 in Mỹ Lai beteiligt.
Nach dem Massaker erfuhr Ridenhour erstmals im April 1968 von einem Freund, der in der Charlie-Kompanie diente, von dem Vorfall, vier weitere Augenzeugenberichte sollten folgen. Von den Berichten schockiert, begann er in Eigeninitiative eine einjährige Untersuchung, in welcher er fand, dass die Beschuldigungen von vielen weiteren Soldaten bestätigt wurden. Nach seiner Entlassung aus der Armee im Dezember 1968 entschied sich der nun 22-jährige Ronald Ridenhour im März 1969, die amerikanischen Behörden zu informieren. Er schrieb einen Brief an seinen Kongressabgeordneten Morris Udall und schickte Kopien an 30 weitere bekannte Amtsträger, darunter an Präsident Richard Nixon und Verteidigungsminister Melvin R. Laird. Ende April übergab General Westmoreland, damaliger ‘Army Chief of Staff’ den Fall an den ‘Inspector General for Investigation’.
Die Ermittlungen führten zu mehreren Verurteilungen gegen an dem Massaker Beteiligte, insbesondere William Calley, welcher aber wenig später von Nixon wieder begnadigt wurde.
Ridenhour starb 1998 im Alter von 52 Jahren beim Handballsport in Metairie bei New Orleans an einem Herzinfarkt.
Seit dem Jahr 2004 werden die nach ihm benannten The Ridenhour Prizes verliehen.